# Niphotrichum elongatum
Niphotrichum elongatum, syn. Racomitrium elongatum — вид мохів порядку гріміальних (Grimmiales).

## Поширення
Батьківщиною є Європа, Макаронезія, Північна Америка, Азія, Нова Зеландія.
Населяє сухий піщаний і гравійний ґрунт, відслонення, сухі субальпійські луки, невапнякові субстрати, іноді вапнякові луки або на тонкому ґрунті над вапняком; на висотах від 0 до 1500 м.

## Характеристика
Рослини у великих щільних або пухких пучках або килимах, сірувато-оливкові або оливково-оливкові в дистальній частині, коричневі або сіруваті проксимально. Стебла (1)3–10(13) см, повзучі, від прилеглих до ± прямовисних, здебільшого перисторозгалужені з короткими пучковими гілочками, зазвичай чітко загнутими на верхівці. Листки перекриті, у вологому стані зігнуті назад, від яйцювато-ланцетних до майже трикутних, нечітко складчасті, 2–3.2 × 0.8–1.2 мм, краї широко загнуті; остюки загнуті, шилуваті, сильно зубчасті. Коробочкові ніжки коричневі, блискучі, 10–15 мм. Коробочка коричнева, довгоциліндрична, 1.4–1.8 мм, у сухому стані бороздчаста. Спори 9–11 мкм.